# White Day
White Day (ホワイトデー Howaito dē,  từ wasei-eigo tiếng Nhật; tiếng Hàn Quốc: 화이트데이, đã Latinh hoá: Hwaiteu dei; tiếng Trung: 白色情人節), nghĩa tiếng Việt là Ngày Trắng, còn gọi là Ngày Valentine Trắng, là ngày lễ được tổ chức vào 14 tháng 3, một tháng sau ngày Valentine ở Nhật Bản, Hàn Quốc, Hong Kong và Đài Loan. Hiện nay còn được tổ chức ở nhiều nước khác

## White Day ở Nhật Bản

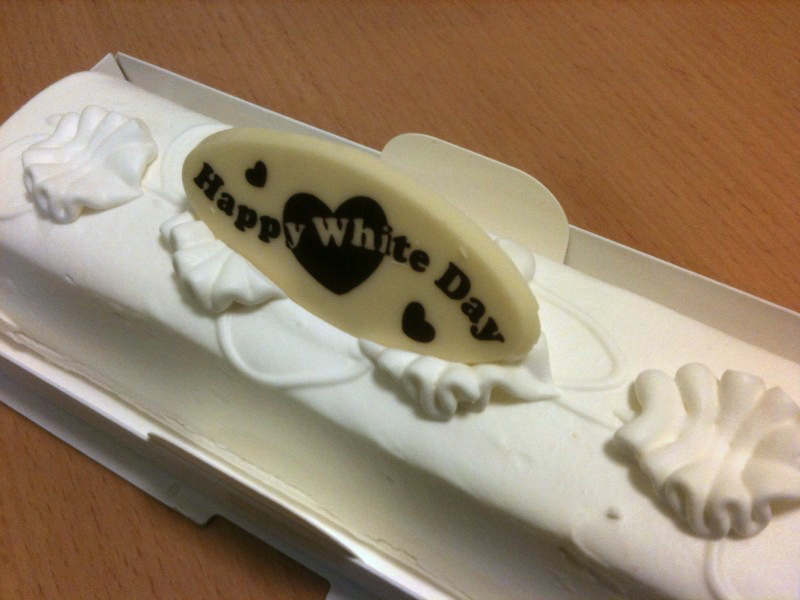
Một ổ bánh sô-cô-la trắng vào ngày này

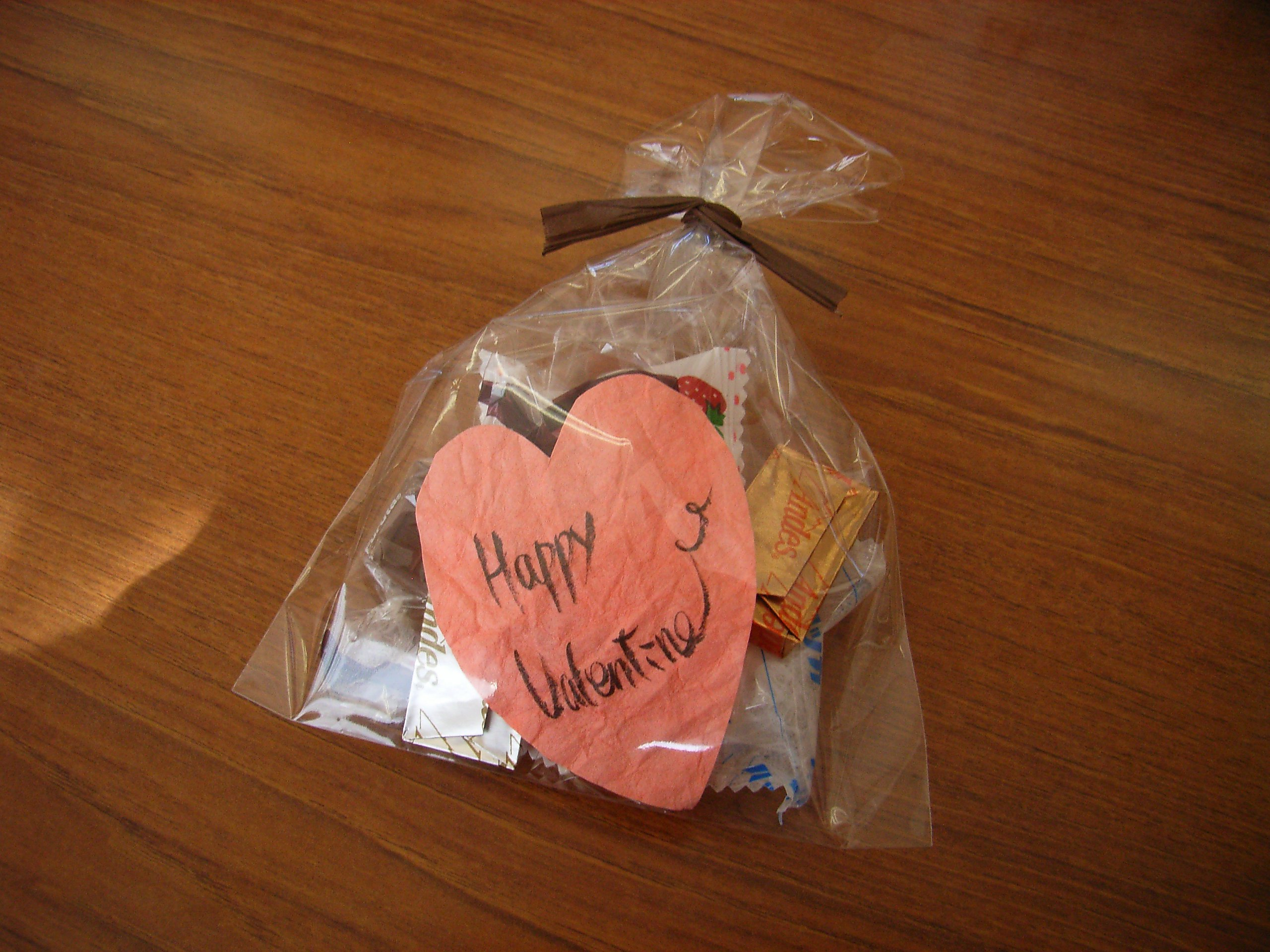
sô cô la lịch sự (Giri choko), thường là đơn giản và ít được chăm sóc cẩn thận

Ở Nhật Bản, người nữ tặng quà sô cô la (mua ở cửa hàng hoặc tự làm bằng tay) thường là cho người nam vào ngày Valentine trước đó như một biểu lộ của tình yêu. Sô cô la tự làm thường được ưa thích hơn vì đó là dấu hiệu người nam nhận quà là "người duy nhất" của người nữ. Vào White Day xảy ra điều ngược lại: người nam đã nhận "honmei choco" (sô cô la tình yêu, tặng vợ/chồng, người yêu, bạn thân) hoặc "Giri choco" (sô cô la lịch sự hay là sô cô la nghĩa vụ, thường là tặng đồng nghiệp, bạn cùng lớp hay là nhân viên dưới quyền) vào ngày Valentine được mong đợi trả lại thiện ý đó bằng quà tặng, thường là đắt tiền hơn. Ngoài ra còn có Tomo choko (sô cô la tình bạn) là món quà chân thành để tặng cho bạn thân, có thể là bạn gái tặng cho nhau. Hình thức các loại này khác nhau chủ yếu trong tầm mức bỏ công sức chăm chút cẩn thận và số lượng, giá trị quà tặng.
Theo truyền thống, quà tặng vào White Day là bánh, kẹo, sô cô la trắng, kẹo dẻo cũng như hàng trang sức, đồ lót và thú nhồi bông. Đôi khi từ sanbai gaeshi (nghĩa đen là "trả lại gấp 3") được dùng để mô tả quy tắc thường được nói đến là món quà trả lễ nên gấp 2 đến 3 lần giá trị của món quà vào ngày Valentine.
Ngày 14 tháng 3 tại Nhật cũng được gọi là Ngày Hôn nhân Quốc tế (国際結婚の日) vì vào ngày 14 Tháng 3 năm 1873 (năm thứ sáu của thời kỳ Minh Trị), lần đầu hôn nhân giữa một người Nhật và một người nước ngoài được pháp luật chính thức thừa nhận.